# Kanton Lassay-les-Châteaux
Lassay-les-Châteaux is een kanton van het Franse departement Mayenne. Het kanton maakt deel uit van het arrondissement Mayenne.

## Gemeenten
Het kanton Lassay-les-Châteaux omvatte tot 2014 de volgende 6 gemeenten:
- Le Housseau-Brétignolles
- Lassay-les-Châteaux (hoofdplaats)
- Rennes-en-Grenouilles
- Sainte-Marie-du-Bois
- Saint-Julien-du-Terroux
- Thubœuf

Bij de herindeling van de kantons door het decreet van 21 februari 2014, met uitwerking op 22 maart 2015, werden daar volgende 18 gemeenten aan toegevoegd:
- Aron
- La Bazoge-Montpinçon
- Belgeard
- Champéon
- La Chapelle-au-Riboul
- Charchigné
- Commer
- Grazay
- La Haie-Traversaine
- Hardanges
- Le Horps
- Jublains
- Marcillé-la-Ville
- Martigné-sur-Mayenne
- Montreuil-Poulay
- Moulay
- Le Ribay
- Saint-Fraimbault-de-Prières